# Papahānaumoku
Papa o Papahānaumoku es una diosa y la Madre Tierra en la religión y mitología de los antiguos hawaianos. Se la menciona en los cantos como la consorte del dios del cielo Wakea y la madre de las islas. Su hija es la hermosa diosa Hoʻohokukalani,  el personaje principal de un mito. Papá sigue siendo venerado por algunos hawaianos, especialmente por las mujeres, como una fuerza primordial de la creación que tiene el poder de dar vida y curar.  
El Northwestern Hawaiian Islands Marine National Monument fue rebautizado en 2007 como Papahānaumokuākea Marine National Monument, una variante de su nombre.

## Véae también
- Rangi y Papa, de la tradición maorí.

- Datos: Q3362756